# Filip Trojan
Filip Trojan (Třebíč, Txecoslovàquia, 21 de febrer de 1983) és un futbolista txec que actualment juga de centrecampista al primer equip del MSV Duisburg cedit pel 1. FSV Mainz 05. Va començar com a futbolista al Slavia Třebíč.